# Seznam premiérů Řecka
Toto je seznam premiérů Řecka od vzniku této funkce během řecké osvobozenecké války.

## První Helénská republika(1822–1833)
| Portrét                            | Jméno (narození–úmrtí) | Nástup do úřadu              | Odchod z úřadu               | Doba v úřadu                 | Strana                       |
| Provizorní vlády (1822–1827)       | Provizorní vlády (1822–1827) | Provizorní vlády (1822–1827) | Provizorní vlády (1822–1827) | Provizorní vlády (1822–1827) | Provizorní vlády (1822–1827) |
| ---------------------------------- | --- | ---------------------------- | ---------------------------- | ---------------------------- | ---------------------------- |
|                                    | Alexandros Maurokordatos Αλέξανδρος Μαυροκορδάτος (1791–1865) | 13. ledna 1822               | 30. dubna 1823               | 1 rok, 107 dní               | nestraník                    |
|                                    | Petros Mauromichalis Πέτρος Μαυρομιχάλης (1765–1848) | 30. dubna 1823               | 6. ledna 1824                | 251 dní                      | nestraník                    |
|                                    | Georgios Kountouriotis Γεώργιος Κουντουριώτης (1782–1858) | 6. ledna 1824                | 12. dubna 1826               | 2 roky, 96 dní               | Francouzská strana           |
|                                    | Andreas Zaimis Ανδρέας Ζαΐμης (1791–1840) | 26. dubna 1826               | 2. dubna 1827                | 341 dní                      | nestraník                    |
|                                    | Tříčlenný výbor (Georgios Mauromichalis, Ioannis Milaitis, Ioannis Nakos) – řídil zemi ve jménu jmenovaného guvernéra Joannise Kapodistriase až do jeho příjezdu | 2. dubna 1827                | 18. ledna 1828               | 291 dní                      | nestraník                    |
| Vlády Helénského státu (1828–1832) | |                              |                              |                              |                              |
|                                    | Joannis Kapodistrias Ιωάννης Καποδίστριας (1776–1831) | 18. ledna 1828               | 27. září 1831                | 3 roky, 252 dní              | Ruská strana                 |
|                                    | Augustinos Kapodistrias Αυγουστίνος Καποδίστριας (1778–1857) | 9. října 1831                | 5. prosince 1831             | 171 dní                      | Ruská strana                 |
| 5. prosince 1831                   | Augustinos Kapodistrias Αυγουστίνος Καποδίστριας (1778–1857) | 15. března 1832              |                              | 171 dní                      | Ruská strana                 |
| 15. března 1832                    | Augustinos Kapodistrias Αυγουστίνος Καποδίστριας (1778–1857) | 28. března 1832              |                              | 171 dní                      | Ruská strana                 |

## Řecké království pod vládou Wittelsbachů (1833–1862)
| Portrét                           | Jméno (narození–úmrtí)                                                     | Volby                           | Nástup do úřadu                 | Odchod z úřadu                  | Doba v úřadu                    | Strana                          |
| Absolutní monarchie (1833–1843)   | Absolutní monarchie (1833–1843)                                            | Absolutní monarchie (1833–1843) | Absolutní monarchie (1833–1843) | Absolutní monarchie (1833–1843) | Absolutní monarchie (1833–1843) | Absolutní monarchie (1833–1843) |
| --------------------------------- | -------------------------------------------------------------------------- | ------------------------------- | ------------------------------- | ------------------------------- | ------------------------------- | ------------------------------- |
|                                   | Spyridon Trikoupis Σπυρίδων Τρικούπης (1788–1873)                          | —                               | 25. ledna 1833                  | 3. dubna 1833                   | 260 dní                         | Anglická strana                 |
| 3. dubna 1833                     | Spyridon Trikoupis Σπυρίδων Τρικούπης (1788–1873)                          | —                               | 12. října 1833                  |                                 | 260 dní                         | Anglická strana                 |
|                                   | Alexandros Maurokordatos Αλέξανδρος Μαυροκορδάτος (1791–1865)              | —                               | 12. října 1833                  | 31. května 1834                 | 231 dní                         | Anglická strana                 |
|                                   | Joannis Kolettis Ιωάννης Κωλέττης (1774–1847)                              | —                               | 12. června 1834                 | 20. května 1835                 | 342 dní                         | Francouzská strana              |
|                                   | Josef Ludwig von Armansperg Κόμης Ιωσήφ Λουδοβίκος Άρμανσπεργκ (1787–1853) | —                               | 20. května 1835                 | 2. února 1837                   | 1 rok, 258 dní                  |                                 |
|                                   | Ignaz von Rudhart Ιγνάτιος φον Ρούτχαρτ (1790–1838)                        | —                               | 2. února 1837                   | 8. prosince 1837                | 309 dní                         |                                 |
|                                   | Ota I. Řecký Βασιλεύς Όθων (1815–1867)                                     | —                               | 8. prosince 1837                | 24. června 1841                 | 3 roky, 198 dní                 |                                 |
|                                   | Alexandros Maurokordatos Αλέξανδρος Μαυροκορδάτος (1791–1865)              | —                               | 24. června 1841                 | 10. srpna 1841                  | 47 dní                          | Anglická strana                 |
|                                   | Ota I. Řecký Βασιλεύς Όθων (1815–1867)                                     | —                               | 10. srpna 1841                  | 3. září 1843                    | 2 roky, 24 dní                  |                                 |
| Konstituční monarchie (1843–1862) |                                                                            |                                 |                                 |                                 |                                 |                                 |
|                                   | Andreas Metaxas Ανδρέας Μεταξάς (1790–1860)                                | 1843                            | 3. září 1843                    | 16. února 1844                  | 166 dní                         | Ruská strana                    |
|                                   | Konstantinos Kanaris Κωνσταντίνος Κανάρης (1790–1877)                      | —                               | 16. února 1844                  | 30. března 1844                 | 43 dní                          | Ruská strana                    |
|                                   | Alexandros Maurokordatos Αλέξανδρος Μαυροκορδάτος (1791–1865)              | —                               | 30. března 1844                 | 4. srpna 1844                   | 127 dní                         | Anglická strana                 |
|                                   | Joannis Kolettis Ιωάννης Κωλέττης (1774–1847)                              | 1844 1847                       | 6. srpna 1844                   | 31. srpna 1847                  | 3 roky, 25 dní                  | Francouzská strana              |
|                                   | Kitsos Tzavelas Κίτσος Τζαβέλας (1801–1855)                                | —                               | 5. září 1847                    | 4. března 1848                  | 181 dní                         | Francouzská strana              |
|                                   | Georgios Kountouriotis Γεώργιος Κουντουριώτης (1782–1858)                  | —                               | 4. března 1848                  | 15. října 1848                  | 225 dní                         | Francouzská strana              |
|                                   | Konstantinos Kanaris Κωνσταντίνος Κανάρης (1790–1877)                      | —                               | 15. října 1848                  | 12. prosince 1849               | 1 rok, 58 dní                   | Ruská strana                    |
|                                   | Antonios Kriezis Αντώνιος Κριεζής (1796–1865)                              | 1850 1853                       | 14. prosince 1849               | 16. května 1854                 | 4 roky, 153 dní                 | Anglická strana                 |
|                                   | Alexandros Maurokordatos Αλέξανδρος Μαυροκορδάτος (1791–1865)              | —                               | 16. května 1854                 | 28. září 1855                   | 1 rok, 135 dní                  | Anglická strana                 |
|                                   | Dimitrios Voulgaris Δημήτριος Βούλγαρης (1802–1878)                        | 1856                            | 29. září 1855                   | 13. listopadu 1857              | 2 roky, 45 dní                  | Francouzská strana              |
|                                   | Athanasios Miaoulis Αθανάσιος Μιαούλης (1815–1867)                         | 1859 1861                       | 13. listopadu 1857              | 26. května 1862                 | 4 roky, 194 dní                 | armáda                          |
|                                   | Gennaios Kolokotronis Γενναίος Κολοκοτρώνης (1803–1868)                    | —                               | 26. května 1862                 | 11. října 1862                  | 138 dní                         | armáda                          |
| Regentství (1862–1863)            |                                                                            |                                 |                                 |                                 |                                 |                                 |
|                                   | Dimitrios Voulgaris Δημήτριος Βούλγαρης (1802–1878)                        | 1862                            | 11. října 1862                  | 9. února 1863                   | 121 dní                         | Francouzská strana              |
|                                   | Aristidis Moraitinis Αριστείδης Μωραϊτίνης (1806–1875)                     | —                               | 9. února 1863                   | 13. února 1863                  | 4 dny                           | Ruská strana                    |
|                                   | Zinovios Valvis Ζηνόβιος Βάλβης (1800–1886)                                | —                               | 13. února 1863                  | 25. března 1863                 | 40 dní                          | nestraník                       |
|                                   | Diomidis Kyriakos Διομήδης Κυριακός (1811–1869)                            | —                               | 27. března 1863                 | 29. dubna 1863                  | 33 dní                          | nestraník                       |
|                                   | Benizelos Roufos Μπενιζέλος Ρούφος (1795–1868)                             | —                               | 29. dubna 1863                  | 19. června 1863                 | 172 dní                         | Francouzská strana              |
| 21. června 1863                   | Benizelos Roufos Μπενιζέλος Ρούφος (1795–1868)                             | —                               | 18. října 1863                  |                                 | 172 dní                         | Francouzská strana              |

## Řecké království pod vládou Glücksburgů (1863–1924)
| Portrét         | Jméno (narození–úmrtí)                                                | Volby        | Nástup do úřadu    | Odchod z úřadu     | Doba v úřadu    | Strana                 |
| --------------- | --------------------------------------------------------------------- | ------------ | ------------------ | ------------------ | --------------- | ---------------------- |
|                 | Dimitrios Voulgaris Δημήτριος Βούλγαρης (1802–1878)                   | —            | 25. října 1863     | 6. března 1864     | 133 dní         | Francouzská strana     |
|                 | Konstantinos Kanaris Κωνσταντίνος Κανάρης (1790–1877)                 | —            | 6. března 1864     | 16. dubna 1864     | 41 dní          | Ruská strana           |
|                 | Zinovios Valvis Ζηνόβιος Βάλβης (1800–1886)                           | —            | 16. dubna 1864     | 26. července 1864  | 101 dní         | nestraník              |
|                 | Konstantinos Kanaris Κωνσταντίνος Κανάρης (1790–1877)                 | —            | 26. července 1864  | 26. února 1865     | 215 dní         | Ruská strana           |
|                 | Alexandros Koumoundouros Αλέξανδρος Κουμουνδούρος (1817–1883)         | 1865         | 2. března 1865     | 20. října 1865     | 232 dní         | Nacionalistická strana |
|                 | Epameinondas Deligeorgis Επαμεινώνδας Δεληγιώργης (1829–1879)         | —            | 20. října 1865     | 3. listopadu 1865  | 14 dní          | Národní výbor          |
|                 | Dimitrios Voulgaris Δημήτριος Βούλγαρης (1802–1878)                   | —            | 3. listopadu 1865  | 6. listopadu 1865  | 3 dni           | nestraník              |
|                 | Alexandros Koumoundouros Αλέξανδρος Κουμουνδούρος (1817–1883)         | —            | 6. listopadu 1865  | 13. listopadu 1865 | 7 dní           | Nacionalistická strana |
|                 | Epameinondas Deligeorgis Επαμεινώνδας Δεληγιώργης (1829–1879)         | —            | 13. listopadu 1865 | 28. listopadu 1865 | 15 dní          | Národní výbor          |
|                 | Benizelos Roufos Μπενιζέλος Ρούφος (1795–1868)                        | —            | 28. listopadu 1865 | 9. června 1866     | 193 dní         | nestraník              |
|                 | Dimitrios Voulgaris Δημήτριος Βούλγαρης (1802–1878)                   | —            | 9. června 1866     | 18. prosince 1866  | 192 dní         | nestraník              |
|                 | Alexandros Koumoundouros Αλέξανδρος Κουμουνδούρος (1817–1883)         | —            | 18. prosince 1866  | 20. prosince 1867  | 1 rok, 2 dni    | Nacionalistická strana |
|                 | Aristeidis Moraitinis Αριστείδης Μωραϊτίνης (1806–1875)               | —            | 20. prosince 1867  | 25. ledna 1868     | 36 dní          | nestraník              |
|                 | Dimitrios Voulgaris Δημήτριος Βούλγαρης (1802–1878)                   | 1868         | 25. ledna 1868     | 25. ledna 1869     | 1 rok           | nestraník              |
|                 | Thrasyvoulos Zaimis Θρασύβουλος Ζαΐμης (1829–1880)                    | 1869         | 6. února 1869      | 22. července 1870  | 1 rok, 166 dní  | nestraník              |
|                 | Epameinondas Deligeorgis Επαμεινώνδας Δεληγιώργης (1829–1879)         | —            | 22. července 1870  | 15. prosince 1870  | 146 dní         | Národní výbor          |
|                 | Alexandros Koumoundouros Αλέξανδρος Κουμουνδούρος (1817–1883)         | —            | 15. prosince 1870  | 9. listopadu 1871  | 329 dní         | Nacionalistická strana |
|                 | Thrasyvoulos Zaimis Θρασύβουλος Ζαΐμης (1829–1880)                    | —            | 9. listopadu 1871  | 6. ledna 1872      | 58 dní          | nestraník              |
|                 | Dimitrios Voulgaris Δημήτριος Βούλγαρης (1802–1878)                   | 1872         | 6. ledna 1872      | 20. července 1872  | 196 dní         | nestraník              |
|                 | Epameinondas Deligeorgis Επαμεινώνδας Δεληγιώργης (1829–1879)         | 1873         | 20. července 1872  | 21. února 1874     | 1 rok, 216 dní  | Národní výbor          |
|                 | Dimitrios Voulgaris Δημήτριος Βούλγαρης (1802–1878)                   | 1874         | 21. února 1874     | 8. května 1875     | 1 rok, 76 dní   | nestraník              |
|                 | Charilaos Trikoupis Χαρίλαος Τρικούπης (1832–1896)                    | 1875         | 8. května 1875     | 27. října 1875     | 172 dní         | Nová strana            |
|                 | Alexandros Koumoundouros Αλέξανδρος Κουμουνδούρος (1817–1883)         | —            | 27. října 1875     | 8. prosince 1876   | 1 rok, 42 dní   | Nacionalistická strana |
|                 | Epameinondas Deligeorgis Επαμεινώνδας Δεληγιώργης (1829–1879)         | —            | 8. prosince 1876   | 13. prosince 1876  | 5 dní           | Národní výbor          |
|                 | Alexandros Koumoundouros Αλέξανδρος Κουμουνδούρος (1817–1883)         | —            | 13. prosince 1876  | 10. března 1877    | 87 dní          | Nacionalistická strana |
|                 | Epameinondas Deligeorgis Επαμεινώνδας Δεληγιώργης (1829–1879)         | —            | 10. března 1877    | 1. června 1877     | 83 dní          | Národní výbor          |
|                 | Alexandros Koumoundouros Αλέξανδρος Κουμουνδούρος (1817–1883)         | —            | 1. června 1877     | 7. června 1877     | 6 dní           | Nacionalistická strana |
|                 | Konstantinos Kanaris Κωνσταντίνος Κανάρης (1790–1877)                 | —            | 7. června 1877     | 14. září 1877      | 99 dní          | nestraník              |
|                 | Alexandros Koumoundouros Αλέξανδρος Κουμουνδούρος (1817–1883)         | —            | 14. září 1877      | 2. listopadu 1878  | 1 rok, 49 dní   | Nacionalistická strana |
|                 | Charilaos Trikoupis Χαρίλαος Τρικούπης (1832–1896)                    | —            | 2. listopadu 1878  | 7. listopadu 1878  | 5 dní           | Nová strana            |
|                 | Alexandros Koumoundouros Αλέξανδρος Κουμουνδούρος (1817–1883)         | 1879         | 7. listopadu 1878  | 22. března 1880    | 1 rok, 136 dní  | Nacionalistická strana |
|                 | Charilaos Trikoupis Χαρίλαος Τρικούπης (1832–1896)                    | —            | 22. března 1880    | 25. října 1880     | 217 dní         | Nová strana            |
|                 | Alexandros Koumoundouros Αλέξανδρος Κουμουνδούρος (1817–1883)         | 1881         | 25. října 1880     | 15. března 1882    | 1 rok, 141 dní  | Nacionalistická strana |
|                 | Charilaos Trikoupis Χαρίλαος Τρικούπης (1832–1896)                    | —            | 15. března 1882    | 1. května 1885     | 3 roky, 47 dní  | Nová strana            |
|                 | Theodoros Deligiannis Θεόδωρος Δηλιγιάννης (1820–1905)                | 1885         | 1. května 1885     | 9. května 1886     | 1 rok, 8 dní    | Nacionalistická strana |
|                 | Dimitrios Valvis Δημήτριος Βάλβης (1814–1886)                         | —            | 9. května 1886     | 21. května 1886    | 12 dní          | nestraník              |
|                 | Charilaos Trikoupis Χαρίλαος Τρικούπης (1832–1896)                    | 1887         | 21. května 1886    | 5. listopadu 1890  | 4 roky, 168 dní | Nová strana            |
|                 | Theodoros Deligiannis Θεόδωρος Δηλιγιάννης (1820–1905)                | 1890         | 5. listopadu 1890  | 1. března 1892     | 1 rok, 117 dní  | Nacionalistická strana |
|                 | Konstantinos Konstantopoulos Κωνσταντίνος Κωνσταντόπουλος (1832–1910) | 1892         | 1. března 1892     | 22. června 1892    | 113 dní         | Nacionalistická strana |
|                 | Charilaos Trikoupis Χαρίλαος Τρικούπης (1832–1896)                    | —            | 22. června 1892    | 15. května 1893    | 327 dní         | Nová strana            |
|                 | Sotirios Sotiropoulos Σωτήριος Σωτηρόπουλος (1831–1898)               | —            | 15. května 1893    | 11. listopadu 1893 | 180 dní         | nestraník              |
|                 | Charilaos Trikoupis Χαρίλαος Τρικούπης (1832–1896)                    | —            | 11. listopadu 1893 | 24. ledna 1895     | 1 rok, 74 dní   | Nová strana            |
|                 | Nikolaos Deligiannis Νικόλαος Δηλιγιάννης (1845–1910)                 | 1895         | 24. ledna 1895     | 11. června 1895    | 138 dní         | Nacionalistická strana |
|                 | Theodoros Deligiannis Θεόδωρος Δηλιγιάννης (1820–1905)                | —            | 11. června 1895    | 30. dubna 1897     | 1 rok, 323 dní  | Nacionalistická strana |
|                 | Dimitrios Rallis Δημήτριος Ράλλης (1844–1921)                         | —            | 30. dubna 1897     | 3. října 1897      | 156 dní         | nestraník              |
|                 | Alexandros Zaimis Αλέξανδρος Ζαΐμης (1855–1936)                       | 1899         | 3. října 1897      | 14. dubna 1899     | 1 rok, 193 dní  | nestraník              |
|                 | Georgios Theotokis Γεώργιος Θεοτόκης (1844–1916)                      | —            | 14. dubna 1899     | 25. listopadu 1901 | 2 roky, 225 dní | Nová strana            |
|                 | Alexandros Zaimis Αλέξανδρος Ζαΐμης (1855–1936)                       | 1902         | 25. listopadu 1901 | 6. prosince 1902   | 1 rok, 11 dní   | nestraník              |
|                 | Theodoros Deligiannis Θεόδωρος Δηλιγιάννης (1820–1905)                | —            | 6. prosince 1902   | 27. června 1903    | 203 dní         | Nacionalistická strana |
|                 | Georgios Theotokis Γεώργιος Θεοτόκης (1844–1916)                      | —            | 27. června 1903    | 11. července 1903  | 14 dní          | Nová strana            |
|                 | Dimitrios Rallis Δημήτριος Ράλλης (1844–1921)                         | —            | 11. července 1903  | 19. prosince 1903  | 161 dní         | nestraník              |
|                 | Georgios Theotokis Γεώργιος Θεοτόκης (1844–1916)                      | —            | 19. prosince 1903  | 29. prosince 1904  | 1 rok, 10 dní   | Nová strana            |
|                 | Theodoros Deligiannis Θεόδωρος Δηλιγιάννης (1820–1905)                | 1905         | 29. prosince 1904  | 13. června 1905    | 166 dní         | Nacionalistická strana |
|                 | Dimitrios Rallis Δημήτριος Ράλλης (1844–1921)                         | —            | 22. června 1905    | 21. prosince 1905  | 182 dní         | nestraník              |
|                 | Georgios Theotokis Γεώργιος Θεοτόκης (1844–1916)                      | 1906         | 21. prosince 1905  | 29. července 1909  | 3 roky, 220 dní | Nová strana            |
|                 | Dimitrios Rallis Δημήτριος Ράλλης (1844–1921)                         | —            | 29. července 1909  | 28. srpna 1909     | 30 dní          | nestraník              |
|                 | Kyriakoulis Mauromichalis Κυριακούλης Μαυρομιχάλης (1849–1916)        | —            | 28. srpna 1909     | 31. ledna 1910     | 156 dní         | nestraník              |
|                 | Stephanos Dragoumis Στέφανος Δραγούμης (1842–1923)                    | 1910 I       | 31. ledna 1910     | 19. října 1910     | 261 dní         | nestraník              |
|                 | Eleftherios Venizelos Ελευθέριος Βενιζέλος (1864–1936)                | 1910 II 1912 | 19. října 1910     | 10. března 1915    | 4 roky, 142 dní | Liberální strana       |
|                 | Dimitrios Gounaris Δημήτριος Γούναρης (1866–1922)                     | 1915         | 10. března 1915    | 23. srpna 1915     | 166 dní         | Lidová strana          |
|                 | Eleftherios Venizelos Ελευθέριος Βενιζέλος (1864–1936)                | —            | 23. srpna 1915     | 7. října 1915      | 45 dní          | Liberální strana       |
|                 | Alexandros Zaimis Αλέξανδρος Ζαΐμης (1855–1936)                       | —            | 7. října 1915      | 7. listopadu 1915  | 31 dní          | nestraník              |
|                 | Stephanos Skouloudis Στέφανος Σκουλούδης (1836–1928)                  | 1915 II      | 7. listopadu 1915  | 22. června 1916    | 228 dní         | nestraník              |
|                 | Alexandros Zaimis Αλέξανδρος Ζαΐμης (1855–1936)                       | —            | 22. června 1916    | 16. září 1916      | 86 dní          | nestraník              |
|                 | Nikolaos Kalogeropoulos Νικόλαος Καλογερόπουλος (1853–1927)           | —            | 16. září 1916      | 10. října 1916     | 24 dní          | nestraník              |
|                 | Spyridon Lambros Σπυρίδων Λάμπρος (1851–1919)                         | —            | 10. října 1916     | 4. května 1917     | 206 dní         | nestraník              |
|                 | Alexandros Zaimis Αλέξανδρος Ζαΐμης (1855–1936)                       | —            | 4. května 1917     | 27. června 1917    | 54 dní          | nestraník              |
|                 | Eleftherios Venizelos Ελευθέριος Βενιζέλος (1864–1936)                | —            | 19. září 1916      | 27. června 1917    | 4 roky, 59 dní  | Liberální strana       |
| 27. června 1917 | Eleftherios Venizelos Ελευθέριος Βενιζέλος (1864–1936)                | —            | 17. listopadu 1920 |                    | 4 roky, 59 dní  | Liberální strana       |
|                 | Dimitrios Rallis Δημήτριος Ράλλης (1844–1921)                         | 1920         | 17. listopadu 1920 | 6. února 1921      | 81 dní          | Lidová strana          |
|                 | Nikolaos Kalogeropoulos Νικόλαος Καλογερόπουλος (1853–1927)           | —            | 6. února 1921      | 8. dubna 1921      | 61 dní          | Lidová strana          |
|                 | Dimitrios Gounaris Δημήτριος Γούναρης (1866–1922)                     | —            | 8. dubna 1921      | 16. května 1922    | 1 rok, 38 dní   | Lidová strana          |
|                 | Nikolaos Stratos Νικόλαος Στράτος (1872–1922)                         | —            | 16. května 1922    | 22. května 1922    | 6 dní           | Lidová strana          |
|                 | Petros Protopapadakis Πέτρος Πρωτοπαπαδάκης (1860–1922)               | —            | 22. května 1922    | 10. září 1922      | 111 dní         | Lidová strana          |
|                 | Nikolaos Triantafyllakos Νικόλαος Τριανταφυλλάκος (1855–1939)         | —            | 10. září 1922      | 29. září 1922      | 19 dní          | nestraník              |
|                 | Anastasios Charalambis Αναστάσιος Χαραλάμπης (1862–1949)              | —            | 29. září 1922      | 30. září 1922      | 1 den           | armáda                 |
|                 | Sotirios Krokidas Σωτήριος Κροκιδάς (1852–1924)                       | —            | 30. září 1922      | 27. listopadu 1922 | 58 dní          | nestraník              |
|                 | Stylianos Gonatas Στυλιανός Γονατάς (1876–1966)                       | 1923         | 27. listopadu 1922 | 11. ledna 1924     | 1 rok, 45 dní   | armáda                 |
|                 | Eleftherios Venizelos Ελευθέριος Βενιζέλος (1864–1936)                | —            | 11. ledna 1924     | 6. února 1924      | 26 dní          | Liberální strana       |
|                 | Georgios Kafantaris Γεώργιος Καφαντάρης (1873–1946)                   | —            | 6. února 1924      | 12. března 1924    | 35 dní          | nestraník              |

## Druhá Helénská republika(1924–1935)
| Portrét           | Jméno (narození–úmrtí)                                        | Volby     | Nástup do úřadu   | Odchod z úřadu    | Doba v úřadu    | Strana                     |
| ----------------- | ------------------------------------------------------------- | --------- | ----------------- | ----------------- | --------------- | -------------------------- |
|                   | Alexandros Papanastasiou Αλέξανδρος Παπαναστασίου (1876–1936) | —         | 12. března 1924   | 25. července 1924 | 135 dní         | nestraník                  |
|                   | Themistoklis Sofoulis Θεμιστοκλής Σοφούλης (1862–1949)        | —         | 25. července 1924 | 7. října 1924     | 74 dní          | Liberální strana           |
|                   | Andreas Michalakopoulos Ανδρέας Μιχαλακόπουλος (1876–1938)    | —         | 7. října 1924     | 26. června 1925   | 262 dní         | Liberální strana           |
|                   | Theodoros Pangalos Θεόδωρος Πάγκαλος (1878–1952)              | —         | 26. června 1925   | 19. července 1926 | 1 rok, 23 dní   | armáda                     |
|                   | Athanasios Eftaxias Αθανάσιος Ευταξίας (1849–1931)            | —         | 19. července 1926 | 23. srpna 1926    | 35 dní          | nestraník                  |
|                   | Georgios Kondylis Γεώργιος Κονδύλης (1879–1936)               | —         | 26. srpna 1926    | 4. prosince 1926  | 100 dní         | armáda                     |
|                   | Alexandros Zaimis Αλέξανδρος Ζαΐμης (1855–1936)               | 1926      | 4. prosince 1926  | 17. srpna 1927    | 1 rok, 213 dní  | nestraník                  |
| 17. srpna 1927    | Alexandros Zaimis Αλέξανδρος Ζαΐμης (1855–1936)               | 1926      | 8. února 1928     |                   | 1 rok, 213 dní  | nestraník                  |
| 8. února 1928     | Alexandros Zaimis Αλέξανδρος Ζαΐμης (1855–1936)               | 1926      | 4. července 1928  |                   | 1 rok, 213 dní  | nestraník                  |
|                   | Eleftherios Venizelos Ελευθέριος Βενιζέλος (1864–1936)        | 1928      | 4. července 1928  | 7. června 1929    | 3 roky, 327 dní | Liberální strana           |
| 7. června 1929    | Eleftherios Venizelos Ελευθέριος Βενιζέλος (1864–1936)        | 1928      | 16. prosince 1929 |                   | 3 roky, 327 dní | Liberální strana           |
| 16. prosince 1929 | Eleftherios Venizelos Ελευθέριος Βενιζέλος (1864–1936)        | 1928      | 26. května 1932   |                   | 3 roky, 327 dní | Liberální strana           |
|                   | Alexandros Papanastasiou Αλέξανδρος Παπαναστασίου (1876–1936) | —         | 26. května 1932   | 5. června 1932    | 10 dní          | Strana zemědělství a práce |
|                   | Eleftherios Venizelos Ελευθέριος Βενιζέλος (1864–1936)        | —         | 5. června 1932    | 4. listopadu 1932 | 152 dní         | Liberální strana           |
|                   | Panagis Tsaldaris Παναγής Τσαλδάρης (1868–1936)               | 1932      | 4. listopadu 1932 | 16. ledna 1933    | 73 dní          | Lidová strana              |
|                   | Eleftherios Venizelos Ελευθέριος Βενιζέλος (1864–1936)        | —         | 16. ledna 1933    | 6. března 1933    | 49 dní          | Liberální strana           |
|                   | Alexandros Othonaios Αλέξανδρος Οθωναίος (1879–1970)          | —         | 6. března 1933    | 10. března 1933   | 4 dni           | armáda                     |
|                   | Panagis Tsaldaris Παναγής Τσαλδάρης (1868–1936)               | 1933 1935 | 10. března 1933   | 10. října 1935    | 2 roky, 214 dní | Lidová strana              |

## Řecké království pod obnovenou vládou Glücksburgů (1935–1974)
| Portrét                                                      | Jméno (narození–úmrtí)                                               | Volby          | Nástup do úřadu    | Odchod z úřadu     | Doba v úřadu    | Strana                                    |
| ------------------------------------------------------------ | -------------------------------------------------------------------- | -------------- | ------------------ | ------------------ | --------------- | ----------------------------------------- |
|                                                              | Georgios Kondylis Γεώργιος Κονδύλης (1879–1936)                      | —              | 10. října 1935     | 30. listopadu 1935 | 51 dní          | Národní radikální strana                  |
|                                                              | Konstantinos Demertzis Κωνσταντίνος Δεμερτζής (1876–1936)            | 1936           | 30. listopadu 1935 | 12. dubna 1936     | 134 dní         | nestraník                                 |
|                                                              | Joannis Metaxas Ιωάννης Μεταξάς (1871–1941)                          | —              | 13. dubna 1936     | 29. ledna 1941     | 4 roky, 291 dní | nestraník                                 |
|                                                              | Alexandros Koryzis Αλέξανδρος Κορυζής (1885–1941)                    | —              | 29. ledna 1941     | 18. dubna 1941     | 79 dní          | nestraník                                 |
|                                                              | Jiří II. Řecký (1890–1947)                                           | —              | 18. dubna 1941     | 21. dubna 1941     | 3 dní           | nestraník                                 |
|                                                              | Emmanouil Tsouderos Εμμανουήλ Τσουδερός (1882–1956)                  | —              | 21. dubna 1941     | 14. dubna 1944     | 2 roky, 359 dní | nestraník                                 |
| Kolaborantské vlády během okupace Osou (1941–1944)           |                                                                      |                |                    |                    |                 |                                           |
|                                                              | Georgios Tsolakoglou Γεώργιος Τσολάκογλου (1886–1948)                | —              | 30. dubna 1941     | 2. prosince 1942   | 1 rok, 216 dní  | armáda                                    |
|                                                              | Konstantinos Logothetopoulos Κωνσταντίνος Λογοθετόπουλος (1878–1961) | —              | 2. prosince 1942   | 7. dubna 1943      | 126 dní         | nestraník                                 |
|                                                              | Joannis Rallis Ιωάννης Ράλλης (1878–1946)                            | —              | 7. dubna 1943      | 12. října 1944     | 1 rok, 188 dní  | Lidová strana                             |
| Politický výbor národního osvobození ("Horská vláda") (1944) |                                                                      |                |                    |                    |                 |                                           |
|                                                              | Euripidis Bakirtzis Ευριπίδης Μπακιρτζής (1895–1947)                 | —              | 10. března 1944    | 18. dubna 1944     | 39 dní          | Komunistická strana Řecka                 |
|                                                              | Alexandros Svolos Αλέξανδρος Σβώλος (1892–1952)                      | —              | 18. dubna 1944     | 2. září 1944       | 137 dní         | Socialistická strana                      |
| Mezinárodně uznané vlády                                     |                                                                      |                |                    |                    |                 |                                           |
|                                                              | Sophoklis Venizelos Σοφοκλής Βενιζέλος (1894–1964)                   | —              | 14. dubna 1944     | 26. dubna 1944     | 12 dní          | Demokratická socialistická strana         |
|                                                              | Georgios Papandreou Γεώργιος Παπανδρέου (1888–1968)                  | —              | 26. dubna 1944     | 3. ledna 1945      | 252 dní         | Demokratická socialistická strana         |
|                                                              | Nikolaos Plastiras Νικόλαος Πλαστήρας (1883–1953)                    | —              | 3. ledna 1945      | 8. dubna 1945      | 95 dní          | nestraník                                 |
|                                                              | Petros Voulgaris Πέτρος Βούλγαρης (1884–1957)                        | —              | 8. dubna 1945      | 11. srpna 1945     | 192 dní         | armáda                                    |
| 11. srpna 1945                                               | Petros Voulgaris Πέτρος Βούλγαρης (1884–1957)                        | —              | 17. října 1945     |                    | 192 dní         | armáda                                    |
|                                                              | Damaskinos Papandreou Αρχιεπίσκοπος Δαμασκηνός (1891–1949)           | —              | 17. října 1945     | 1. listopadu 1945  | 15 dní          | nestraník                                 |
|                                                              | Panagiotis Kanellopoulos Παναγιώτης Κανελλόπουλος (1902–1986)        | —              | 1. listopadu 1945  | 22. listopadu 1945 | 21 dní          | Národní unionistická strana               |
|                                                              | Themistoklis Sofoulis Θεμιστοκλής Σοφούλης (1862–1949)               | —              | 22. listopadu 1945 | 4. dubna 1946      | 133 dní         | Liberální strana                          |
|                                                              | Panagiotis Poulitsas Παναγιώτης Πουλίτσας (1881–1968)                | —              | 4. dubna 1946      | 18. dubna 1946     | 14 dní          | nestraník                                 |
|                                                              | Konstantinos Tsaldaris Κωνσταντίνος Τσαλδάρης (1884–1970)            | 1946           | 18. dubna 1946     | 2. října 1946      | 281 dní         | Lidová strana                             |
| 2. října 1946                                                | Konstantinos Tsaldaris Κωνσταντίνος Τσαλδάρης (1884–1970)            | 1946           | 24. ledna 1947     |                    | 281 dní         | Lidová strana                             |
|                                                              | Dimitrios Maximos Δημήτριος Μάξιμος (1873–1955)                      | —              | 24. ledna 1947     | 29. srpna 1947     | 217 dní         | Lidová strana                             |
|                                                              | Konstantinos Tsaldaris Κωνσταντίνος Τσαλδάρης (1884–1970)            | —              | 29. srpna 1947     | 7. září 1947       | 9 dní           | Lidová strana                             |
|                                                              | Themistoklis Sofoulis Θεμιστοκλής Σοφούλης (1862–1949)               | —              | 7. září 1947       | 18. listopadu 1948 | 1 rok, 290 dní  | Liberální strana                          |
| 18. listopadu 1948                                           | Themistoklis Sofoulis Θεμιστοκλής Σοφούλης (1862–1949)               | —              | 20. ledna 1949     |                    | 1 rok, 290 dní  | Liberální strana                          |
| 20. ledna 1949                                               | Themistoklis Sofoulis Θεμιστοκλής Σοφούλης (1862–1949)               | —              | 14. dubna 1949     |                    | 1 rok, 290 dní  | Liberální strana                          |
| 14. dubna 1949                                               | Themistoklis Sofoulis Θεμιστοκλής Σοφούλης (1862–1949)               | —              | 24. června 1949    |                    | 1 rok, 290 dní  | Liberální strana                          |
| Prozatímní komunistické vlády (1947–1950)                    |                                                                      |                |                    |                    |                 |                                           |
|                                                              | Markos Vafeiadis Μάρκος Βαφειάδης (1906–1992)                        | —              | 24. prosince 1947  | 7. února 1949      | 1 rok, 45 dní   | Komunistická strana Řecka                 |
|                                                              | Nikolaos Zachariadis Νικόλαος Ζαχαριάδης (1903–1973)                 | —              | 7. února 1949      | 3. dubna 1949      | 55 dní          | Komunistická strana Řecka                 |
|                                                              | Dimitrios Partsalidis Δημήτριος Παρτσαλίδης (1905–1980)              | —              | 3. dubna 1949      | říjen 1950         | 1 rok, 181 dní  | Komunistická strana Řecka                 |
| Regulérní demokratické vlády                                 |                                                                      |                |                    |                    |                 |                                           |
|                                                              | Alexandros Diomidis Αλέξανδρος Διομήδης (1875–1950)                  | —              | 30. června 1949    | 6. ledna 1950      | 190 dní         | Liberální strana                          |
|                                                              | Joannis Theotokis Ιωάννης Θεοτόκης (1880–1961)                       | —              | 6. ledna 1950      | 23. března 1950    | 76 dní          | Lidová strana                             |
|                                                              | Sophoklis Venizelos Σοφοκλής Βενιζέλος (1894–1964)                   | 1950           | 23. března 1950    | 15. dubna 1950     | 23 dní          | Liberální strana                          |
|                                                              | Nikolaos Plastiras Νικόλαος Πλαστήρας (1883–1953)                    | —              | 15. dubna 1950     | 21. srpna 1950     | 128 dní         | Národní pokroková unie středu             |
|                                                              | Sophoklis Venizelos Σοφοκλής Βενιζέλος (1894–1964)                   | —              | 21. srpna 1950     | 13. září 1950      | 1 rok, 67 dní   | Liberální strana                          |
| 13. září 1950                                                | Sophoklis Venizelos Σοφοκλής Βενιζέλος (1894–1964)                   | —              | 3. listopadu 1950  |                    | 1 rok, 67 dní   | Liberální strana                          |
| 3. listopadu 1950                                            | Sophoklis Venizelos Σοφοκλής Βενιζέλος (1894–1964)                   | —              | 27. října 1951     |                    | 1 rok, 67 dní   | Liberální strana                          |
|                                                              | Nikolaos Plastiras Νικόλαος Πλαστήρας (1883–1953)                    | 1951           | 27. října 1951     | 11. října 1952     | 350 dní         | Národní pokroková unie středu             |
|                                                              | Dimitrios Kiousopoulos Δημήτριος Κιουσόπουλος (1892–1977)            | —              | 11. října 1952     | 19. listopadu 1952 | 39 dní          | nestraník                                 |
|                                                              | Alexandros Papagos Αλέξανδρος Παπάγος (1883–1955)                    | 1952           | 19. listopadu 1952 | 4. října 1955      | 2 rok, 319 dní  | Řecké shromáždění                         |
|                                                              | Konstantínos Karamanlis Κωνσταντίνος Καραμανλής (1907–1998)          | —              | 6. října 1955      | 29. února 1956     | 2 roky, 150 dní | Řecké shromáždění/ Národní radikální unie |
| 1956                                                         | Konstantínos Karamanlis Κωνσταντίνος Καραμανλής (1907–1998)          | 29. února 1956 | 5. března 1958     |                    | 2 roky, 150 dní | Řecké shromáždění/ Národní radikální unie |
|                                                              | Konstantinos Georgakopoulos Κωνσταντίνος Γεωργακόπουλος (1890–1978)  | —              | 5. března 1958     | 17. května 1958    | 73 dní          | nestraník                                 |
|                                                              | Konstantínos Karamanlis Κωνσταντίνος Καραμανλής (1907–1998)          | 1958           | 17. května 1958    | 20. září 1961      | 3 roky, 126 dní | Národní radikální unie                    |
|                                                              | Konstantínos Dovas Κωνσταντίνος Δόβας (1898–1973)                    | —              | 20. září 1961      | 4. listopadu 1961  | 45 dní          | nestraník                                 |
|                                                              | Konstantínos Karamanlis Κωνσταντίνος Καραμανλής (1907–1998)          | 1961           | 4. listopadu 1961  | 18. června 1963    | 1 rok, 226 dní  | Národní radikální unie                    |
|                                                              | Panagiotis Pipinelis Παναγιώτης Πιπινέλης (1899–1970)                | —              | 19. června 1963    | 28. září 1963      | 101 dní         | Národní radikální unie                    |
|                                                              | Stylianos Mauromichalis Στυλιανός Μαυρομιχάλης (1902–1981)           | —              | 28. září 1963      | 8. listopadu 1963  | 41 dní          | nestraník                                 |
|                                                              | Georgios Papandreou Γεώργιος Παπανδρέου (1888–1968)                  | 1963           | 8. listopadu 1963  | 31. prosince 1963  | 53 dní          | Unie středu                               |
|                                                              | Joannis Paraskevopoulos Ιωάννης Παρασκευόπουλος (1900–1984)          | —              | 31. prosince 1963  | 19. února 1964     | 50 dní          | nestraník                                 |
|                                                              | Georgios Papandreou Γεώργιος Παπανδρέου (1888–1968)                  | 1964           | 19. února 1964     | 15. července 1965  | 1 rok, 146 dní  | Unie středu                               |
|                                                              | Georgios Athanasiadis-Novas Γεώργιος Αθανασιάδης-Νόβας (1893–1987)   | —              | 15. července 1965  | 20. srpna 1965     | 36 dní          | nestraník                                 |
|                                                              | Ilias Tsirimokos Ηλίας Τσιριμώκος (1907–1968)                        | —              | 20. srpna 1965     | 17. září 1965      | 28 dní          | nestraník                                 |
|                                                              | Stefanos Stefanopoulos Στέφανος Στεφανόπουλος (1898–1982)            | —              | 17. září 1965      | 22. prosince 1966  | 1 rok, 96 dní   | Liberální demokratický střed              |
|                                                              | Joannis Paraskevopoulos Ιωάννης Παρασκευόπουλος (1900–1984)          | —              | 22. prosince 1966  | 3. dubna 1967      | 102 dní         | nestraník                                 |
|                                                              | Panagiotis Kanellopoulos Παναγιώτης Κανελλόπουλος (1902–1986)        | —              | 3. dubna 1967      | 21. dubna 1967     | 18 dní          | Národní radikální unie                    |
| Vojenská junta (1967–1974)                                   |                                                                      |                |                    |                    |                 |                                           |
|                                                              | Konstantínos Kóllias Κωνσταντίνος Κόλλιας (1901–1998)                | —              | 21. dubna 1967     | 13. prosince 1967  | 236 dní         | nestraník                                 |
|                                                              | Georgios Papadopulos Γεώργιος Παπαδόπουλος (1919–1999)               | —              | 13. prosince 1967  | 8. října 1973      | 5 let, 299 dní  | armáda                                    |
|                                                              | Spyros Markezinis Σπύρος Μαρκεζίνης (1909–2000)                      | —              | 8. října 1973      | 25. listopadu 1973 | 48 dní          | Pokroková strana                          |
|                                                              | Adamantios Androutsopoulos Αδαμάντιος Ανδρουτσόπουλος (1919–2000)    | —              | 25. listopadu 1973 | 24. července 1974  | 241 dní         | nestraník                                 |

## Třetí Helénská republika(od 1974)
| Portrét | Jméno (narození–úmrtí)                                      | Volby              | Nástup do úřadu    | Odchod z úřadu     | Doba v úřadě    | Strana                          |
| ------- | ----------------------------------------------------------- | ------------------ | ------------------ | ------------------ | --------------- | ------------------------------- |
|         | Konstantínos Karamanlis Κωνσταντίνος Καραμανλής (1907–1998) | —                  | 24. července 1974  | 21. listopadu 1974 | 5 let, 291 dní  | Národní radikální unie          |
| 1974    | Konstantínos Karamanlis Κωνσταντίνος Καραμανλής (1907–1998) | 21. listopadu 1974 | 28. listopadu 1977 | Nová demokracie    | 5 let, 291 dní  |                                 |
| 1977    | Konstantínos Karamanlis Κωνσταντίνος Καραμανλής (1907–1998) | 28. listopadu 1977 | 10. května 1980    | Nová demokracie    | 5 let, 291 dní  |                                 |
|         | Georgios Rallis Γεώργιος Ράλλης (1918–2006)                 | —                  | 10. května 1980    | 21. října 1981     | 1 rok, 164 dní  | Nová demokracie                 |
|         | Andreas Papandreu Ανδρέας Παπανδρέου (1919–1996)            | 1981               | 21. října 1981     | 5. června 1985     | 7 let, 254 dní  | Panhelénské socialistické hnutí |
| 1985    | Andreas Papandreu Ανδρέας Παπανδρέου (1919–1996)            | 5. června 1985     | 2. července 1989   |                    | 7 let, 254 dní  | Panhelénské socialistické hnutí |
|         | Tzannis Tzannetakis Τζαννής Τζαννετάκης (1927–2010)         | 1989 I             | 2. července 1989   | 12. října 1989     | 102 dní         | Nová demokracie                 |
|         | Joannis Grivas Ιωάννης Γρίβας (1923–2016)                   | —                  | 12. října 1989     | 23. listopadu 1989 | 40 dní          | nestraník                       |
|         | Xenofón Zolotas Ξενοφών Ζολώτας (1904–2004)                 | 1989 II            | 23. listopadu 1989 | 11. dubna 1990     | 139 dní         | nestraník                       |
|         | Konstantinos Mitsotakis Κωνσταντίνος Μητσοτάκης (1918–2017) | 1990               | 11. dubna 1990     | 13. října 1993     | 3 roky, 185 dní | Nová demokracie                 |
|         | Andreas Papandreu Ανδρέας Παπανδρέου (1919–1996)            | 1993               | 13. října 1993     | 22. ledna 1996     | 2 roky, 101 dní | Panhelénské socialistické hnutí |
|         | Kostas Simitis Κωνσταντίνος Σημίτης (* 1936)                | —                  | 22. ledna 1996     | 25. září 1996      | 8 let, 48 dní   | Panhelénské socialistické hnutí |
| 1996    | Kostas Simitis Κωνσταντίνος Σημίτης (* 1936)                | 25. září 1996      | 13. dubna 2000     |                    | 8 let, 48 dní   | Panhelénské socialistické hnutí |
| 2000    | Kostas Simitis Κωνσταντίνος Σημίτης (* 1936)                | 13. dubna 2000     | 10. března 2004    |                    | 8 let, 48 dní   | Panhelénské socialistické hnutí |
|         | Kostas Karamanlis Κωνσταντίνος A. Καραμανλής (* 1956)       | 2004               | 10. března 2004    | 17. září 2007      | 5 let, 210 dní  | Nová demokracie                 |
| 2007    | Kostas Karamanlis Κωνσταντίνος A. Καραμανλής (* 1956)       | 17. září 2007      | 6. října 2009      |                    | 5 let, 210 dní  | Nová demokracie                 |
|         | Jorgos Papandreu Γεώργιος Α. Παπανδρέου (* 1952)            | 2009               | 6. října 2009      | 11. listopadu 2011 | 2 roky, 36 dní  | Panhelénské socialistické hnutí |
|         | Lukas Papadimos Λουκάς Παπαδήμος (* 1947)                   | —                  | 11. listopadu 2011 | 16. května 2012    | 187 dní         | nestraník                       |
|         | Panajotis Pikramenos Παναγιώτης Πικραμμένος (* 1945)        | 2012 I             | 16. května 2012    | 20. června 2012    | 35 dní          | nestraník                       |
|         | Antonis Samaras Αντώνης Σαμαράς (* 1951)                    | 2012 II            | 20. června 2012    | 26. ledna 2015     | 2 roky, 220 dní | Nová demokracie                 |
|         | Alexis Tsipras Αλέξης Τσίπρας (* 1974)                      | 2015 I             | 26. ledna 2015     | 27. srpna 2015     | 213 dní         | Koalice radikální levice        |
|         | Vasiliki Thanuová Βασιλική Θάνου-Χριστοφίλου (* 1950)       | —                  | 27. srpna 2015     | 21. září 2015      | 25 dní          | nestraník                       |
|         | Alexis Tsipras Αλέξης Τσίπρας (* 1974)                      | 2015 II            | 21. září 2015      | 8. července 2019   | 3 roky, 290 dní | Koalice radikální levice        |
|         | Kyriakos Mitsotakis Κυριάκος Μητσοτάκης (* 1968)            | 2019               | 8. července 2019   | 24. května 2023    | 3 roky, 321 dní | Nová demokracie                 |
|         | Joannis Sarmas Ιωάννης Σαρμάς (* 1957)                      | 2023 I             | 25. května 2023    | 26. června 2023    | 32 dní          | nestraník                       |
|         | Kyriakos Mitsotakis Κυριάκος Μητσοτάκης (* 1968)            | 2023 II            | 26. června 2023    |                    | 134 dní         | Nová demokracie                 |